# Edwin Noorlander
Edwin Noorlander (Lekkerkerk, 2 november 1986) is een Nederlandse radio-dj en voice-over. Van 2011 tot en met 2020 was hij te horen op Radio 538. Vanaf 2021 is Noorlander dj op Qmusic en vanaf september 2023 ook bij zusterstation JOE.

## Biografie
Noorlander begon op 12-jarige leeftijd bij de lokale omroep Vrolek in zijn geboorteplaats Lekkerkerk, daarna was hij ook te horen op A-FM 97.3 in Alblasserdam. Hij volgde de opleiding Grafisch Management aan het Grafisch Lyceum Rotterdam en was in die periode werkzaam voor het regionaal commerciële Fresh FM. Daar presenteerde hij programma's in het More Music Weekend. Vanaf 2008 was Noorlander te horen op de Rotterdamse stadszender Megastad FM als presentator van onder meer de Mega Morgen Show, daarnaast was hij verantwoordelijk voor de muziekplanning van het station. Vanaf mei 2010 was Noorlander op werkdagen te horen op de Noord-Hollandse hitzender WILD FM.

### Radio 538
Vanaf oktober 2011 was Noorlander te horen bij Radio 538. Zijn eerste programma's waren te horen op zaterdag- en zondagmorgen tussen 04.00 en 08.00 uur. Verder was hij lange tijd de vaste dj op zondagmiddag tijdens de Nonstop 40 en van september 2012 tot november 2013 werkte hij achter de schermen als de producer van Frank Dane. Na het vertrek van Martijn Muijs naar Radio Veronica presenteerde hij eind 2013 iedere dag de 53N8CLUB.
Van 7 januari 2014 t/m 27 november 2015 presenteert Noorlander, samen met Eddy Keur, bij Radio 538 De Show Zonder Naam. Dit programma werd van dinsdag t/m vrijdag direct na middernacht uitgezonden. Het programma stopte na 396 afleveringen vanwege het niet verlengen van het contract van Eddy Keur. Voor dit radioprogramma ontving het team in 2015 een RadioFreak Award voor beste nachtprogramma van Nederland.
Na het vertrek van Robin Leféber naar Slam!FM, halverwege 2014, nam hij tijdelijk het weekendprogramma van Barry Paf over. Vanaf 10 januari 2015 tot en met maart 2018 presenteert Noorlander ook op zaterdag- en zondagavond vanaf 18.00 uur, dit programma was destijds naamloos, maar heette voorheen Weekend Vibe. Per april 2018 veranderde de programmering en presenteerde Noorlander op zaterdag- en zondagmiddag een programma tussen 15.00 en 18.00 uur.
Noorlander was verder vervanger bij ziekte of vakantie van andere dj's van Radio 538. Ook presenteerde hij geregeld Het beste van Evers Staat Op.
Samen met Barry Paf presenteerde hij in 2014 en 2015 op Radio 538 de liveshows van The voice of Holland vanuit Studio 22. Hier interviewde hij naast de kandidaten en coaches ook vele internationale artiesten zoals Zara Larsson, Ellie Goulding, Gavin James en Charlie Puth.
Naast zijn werkzaamheden op de radio was Edwin Noorlander ook als dj in het land te vinden met de 538 DJ's On Tour. Ook was hij regelmatig als vj te zien op TV 538.
Op 22 augustus 2020 maakte Edwin Noorlander zijn laatste radio-uitzending op Radio 538. Vanwege de reorganisatie van Talpa Radio en door de gevolgen van de coronacrisis was Noorlander een van de ontslagen bij de radiozender. 

### Qmusic en JOE
Vanaf de zomer van 2021 is hij met grote regelmaat als invaller te horen bij Qmusic, hij vervangt hier dan eerst voornamelijk programma’s in het weekend. Vanaf augustus 2022 maakt hij ook een vast programma op zondagavond van 21:00 tot 00:00 uur. Vanaf maart 2024 is hij weer alleen invaller, onder meer van de zaterdageditie van de Top 40, omdat hij dan inmiddels ook een vaste show maakt op zusterstation JOE.
Bij de start van JOE op 1 september 2023 is Noorlander een van de Qmusic-dj's die helpt bij de start van het station. Hij is vanaf dan elke werkdag te horen tussen 13.00 en 16.00 uur. Vanaf juni 2024 presenteert hij elke maandag t/m donderdag de avondshow tussen 19.00 en 22.00 uur. Sinds 10 januari 2025 neemt hij tevens de presentatie van Top 40 Nummer 1 Hits over van Toine van Peperstraten.Ook is hij sinds 2025 de vaste vervanger van de Coen en Sander Show tijdens de vakanties van Coen Swijnenberg en Sander Lantinga(in 2024 was Toine van Peperstraten hun vervanger tijdens hun vakantie). Zijn avondshow (19:00-22:00 uur) wordt in deze vakanties overgenomen door Gido Kuin. Hij vervangt Coen en Sander tevens als ze wegens omstandigheden hun show niet kunnen presenteren. Dit gebeurde op 13 juni 2025, 16 juni 2025 en 15 augustus 2025.  
Noorlander is naast zijn radiowerkzaamheden ook dj op de drive-inshows Qmusic The Party, Qmusic Het Foute Uur Live en De JOE Party.
Als voice-over is hij actief op onder meer RTL 4 en SBS6 bij de programma's Trips & Travel, Da's Goed Geregeld, De Beste van Nederland, Lodewijks Groene Geluk en De Grote Huisverbouwing.